# Prochoreutis stellaris
Prochoreutis stellaris — вид лускокрилих комах родини хореутид (Choreutidae).

## Поширення
Вид поширений в Південній, Центральній та Східній Європі. Присутній у фауні України.